# Adam Elbanowski
Adam Krzysztof Elbanowski (ur. 23 maja 1954 w Poznaniu) – polski hispanista, doktor habilitowany, profesor nadzwyczajny UW, znawca literatury i historii Ameryki Łacińskiej, tłumacz, eseista, ambasador RP w Kolumbii (1992–1997). 

## Życiorys
Magister hispanistyki Uniwersytetu Warszawskiego (1978). Tam też się doktoryzował w 1985 na podstawie pracy Opowiadania fantastyczne Julio Cortazara: struktura, model i funkcja fantastyki w "Relatos". W 1998 na podstawie monografii En el umbral del texto: la obra de Jorge Luis Borges zyskał stopień doktora habilitowanego nauk humanistycznych w zakresie literaturoznawstwa – specjalność: literatura hiszpańska. 
Od 1981 wykładowca Uniwersytetu Warszawskiego, m.in. na Wydziale Neofilologii i Lingwistyki Stosowanej. Od 2002 profesor nadzwyczajny. W latach 2008–2012 Dyrektor Instytutu Ameryk i Europy UW (skupiającego trzy jednostki akademickie: EUROREG, OSA, CESLA). Wykładowca także w Szkole Wyższej Psychologii Społecznej (od 2010). Wypromował co najmniej jeden doktorat. 
Jego zainteresowania naukowe obejmują: literaturę hispanoamerykańską, teorię literatury, literaturę powszechną, kroniki podboju i odkrycia Ameryki, kultury prekolumbijskie na obszarze Kolumbii, problematykę społeczno-polityczną współczesnej Kolumbii, przekład literacki, teorie fantastyki, twórczość Jorge Luisa Borgesa.   
Pełnił funkcję ambasadora RP w Kolumbii, akredytowany także w Ekwadorze. Od 2007 członek Stowarzyszenia Pisarzy Polskich.
Autor przekładów m.in. Jorge Luisa Borgesa, Juana José Millasa, Luisa Sepulvedy, Alberta Sáncheza Piñola, Francisca Coloane'a, Alicii Giménez Bartlett, Jorge'a Carrióna.
Żonaty z Dorotą Walasek-Elbanowską, także tłumaczką literatury hiszpańskojęzycznej.

## Publikacje
- Kraina Mwisków. Przewodnik po Eldorado, Warszawa : "Diogenes" : "Świat Książki", 1999, ISBN 83-7227-256-5.
- Nowe Królestwo Grenady, Warszawa : Wydawnictwo W.A.B., 2006, ISBN 83-7414-181-6.
- La imagen del Nuevo Mundo en el discurso enciclopédico antiguo, Warszawa : Wydawnictwo Szkoły Wyższej Psychologii Społecznej, 2012, ISBN 978-83-62443-30-7.
- Świadectwa, metafory, fabulacje: współczesna literatura Ameryki Łacińskiej, Warszawa : Centrum Studiów Latynoamerykańskich Uniwersytetu Warszawskiego, 2013, ISBN 978-83-62992-07-2.
- Portrety zdobywców i sylwetki niepozornych : z dziejów Wenezueli i Nowego Królestwa Grenady w XVI wieku, Warszawa : Uniwersytet Warszawski. Centrum Studiów Latynoamerykańskich CESLA, 2017, ISBN 978-83-62992-22-5.